# NGC 7193
NGC 7193 је група звезда у сазвежђу Пегаз која се налази на NGC листи објеката дубоког неба.
Деклинација објекта је + 10° 48' 8" а ректасцензија 22h 3m 3,8s. Привидна величина (магнитуда) објекта NGC 7193 износи 11,2.